# Unionville (Tennessee)
Pour les articles homonymes, voir Unionville.
Unionville est une ville du comté de Bedford au Tennessee.
Sa population était de 1 368 habitants en 2010.